# Les Saulnières
Les Saulnières est une salle de spectacle située au Nord de la ville du Mans. Baptisée "maison des loisirs et de la culture", elle n'est pas une simple maison de quartier mais accueille des artistes de renommée nationale et internationale. Onze personnes travaillent à son exploitation. La priorité de cet espace est d'offrir un espace de représentation pour les habitants des quartiers Nord-Ouest de la ville. Cependant. Le complexe dispose également d'une médiathèque, et d'une classe de Jazz professionnelle, décentralisée de l'école nationale de Musiques du Mans. On trouve également des studios de répétitions et d'enregistrement, destinés en priorité aux amateurs. 
Par le passé la salle a accueilli les Wampas ou Sanseverino, lors du tremplin Le Mans Cité Chanson.